# Lilija Zarusch
Lilija Zarusch (ukrainisch Лілія Царуш, englische Transkription: Liliya Cerush; * 11. Februar 2006) ist eine ukrainische Snookerspielerin aus Snamjanka.
Sie wurde 2021 ukrainische Meisterin.

## Karriere
Zarusch begann im Alter von etwa 13 Jahren mit dem Snookerspielen. 2019 nahm sie erstmals am ukrainischen Pokal teil und schied in der Qualifikation aus.
Nachdem Zarusch bei der ukrainischen Meisterschaft 2020 im 6-Red-Snooker knapp das Achtelfinale verpasst hatte, zog sie ein Jahr später beim erstmals ausgetragenen Damenwettbewerb ins Finale ein, in dem sie sich Marharyta Lissowenko mit 1:3 geschlagen geben musste. Zwei weitere Male gelangte sie 2021 ins Endspiel, in dem sie erneut auf Lissowenko traf; im August gewann sie bei den U18-Juniorinnen mit 3:2 und einen Monat später wurde Zarusch bei ihrer ersten Teilnahme an der nationalen Snooker-Meisterschaft der Damen durch einen 3:1-Finalsieg gegen Marharyta Lissowenko ukrainische Meisterin. Beim Finalturnier des ukrainischen Pokals 2021 schied sie in der Vorrunde aus.
Im Februar 2022 gelangte Zarusch bei der nationalen 6-Red-Meisterschaft ins Finale, in dem sie gegen Marharyta Lissowenko mit 3:4 verlor. Bei der U18-Meisterschaft 2022 verteidigte sie im Finale gegen Marija Kruk (3:1) ihren Titel.
Bei der 6-Red-Meisterschaft 2023 gab es kein separates Damenturnier; Zarusch nahm am offenen Wettbewerb teil und erreichte das Achtelfinale, in dem sie Jurij Semko mit 1:4 unterlag. Nachdem sie im August 2023 durch einen 3:1-Finalsieg gegen Wira Lycholat zum dritten Mal in Folge U18-Meisterin geworden war, traf sie zwei Monate später im Endspiel der Damen erneut auf Lycholat, der sie sich nun jedoch mit 1:3 geschlagen geben musste. Es blieb ihre bislang letzte Turnierteilnahme.

## Erfolge
| Ergebnis   | Jahr | Turnier                           | Finalgegner          | Endstand |
| ---------- | ---- | --------------------------------- | -------------------- | -------- |
| Finalistin | 2021 | Ukrainische Meisterschaft (6-Red) | Marharyta Lissowenko | 1:3      |
| Siegerin   | 2021 | Ukrainische U18-Meisterschaft     | Marharyta Lissowenko | 3:2      |
| Siegerin   | 2021 | Ukrainische Meisterschaft         | Marharyta Lissowenko | 3:1      |
| Finalistin | 2022 | Ukrainische Meisterschaft (6-Red) | Marharyta Lissowenko | 3:4      |
| Siegerin   | 2022 | Ukrainische U18-Meisterschaft     | Marija Kruk          | 3:1      |
| Siegerin   | 2023 | Ukrainische U18-Meisterschaft     | Wira Lycholat        | 3:1      |
| Finalistin | 2023 | Ukrainische Meisterschaft         | Wira Lycholat        | 1:3      |